# Лесные пожары в Израиле (2016)

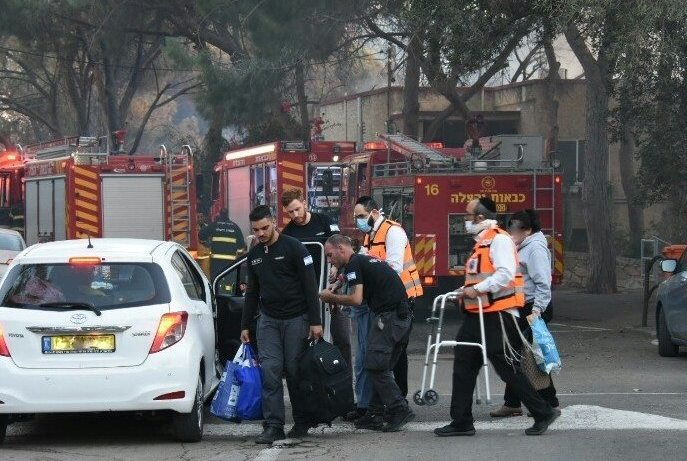
Спасатели помогают эвакуировать жителей дома престарелых в Хайфе

Многочисленные лесные пожары в Израиле вспыхнули в ноябре 2016 года в разных регионах, включая районы Хайфы, Зихрон-Яакова и окрестности Иерусалима.
Сухость, обусловленная восточными ветрами, привела к быстрому распространению огня и потере контроля над ним. Лесные пожары вспыхнули и в соседних государствах и территориях: Иордании, Сирии и Палестинской автономии. Из-за относительно большого числа возгораний в Израиле усилились подозрения правительственных органов в намеренных поджогах со стороны террористов.

## Климатические условия
Осень 2016 года в Израиле отличилась серьезной засухой и отсутствием осадков. В конце ноября погодные условия начали ухудшаться: сильные восточные ветры и засуха способствовали первоначальному возгоранию и быстрому распространению огня. Такие условия сохранялись несколько дней и отличались своей продолжительностью. Температура в эти дни была ниже обычного.

## Хроника событий

### 22 ноября
Утром во вторник 22 ноября поступило сообщение о сильном пожаре около посёлка Натаф (ивр. נטף‎) к западу от Иерусалима. К полудню поступили сообщения о сильнейшем пожаре между Зихрон-Яаковом и Атлитом, а также в квартале Гиват-Эден в Зихрон-Яакове. Перед этим загорелся лес в Латруне, что привело к эвакуации жителей Неве-Шалом. Также сообщалось о пожаре в промышленной зоне Нешера.
К 15:00 дня пожар в Латруне после 12 часов работы пожарных был потушен.
В Зихрон-Яакове были эвакуированы жители трех кварталов. Тушением пожара занимается около 60 бригад противопожарной наземной службы, специалисты фонда «Еврейский национальный фонд», служба обороны тыла Армии обороны Израиля и восемь пожарных самолётов.
Пожары вспыхнули и в других местах.

### 23 ноября
23 ноября начались пожары в северных населенных пунктах.. Были эвакуированы жители Натафа, Тальмона и Долева.. В тот день премьер-министр Израиля Биньямин Нетаньяху обратился к правительствам других стран с просьбой оказания международной помощи, и некоторые страны прислали пожарные самолёты.

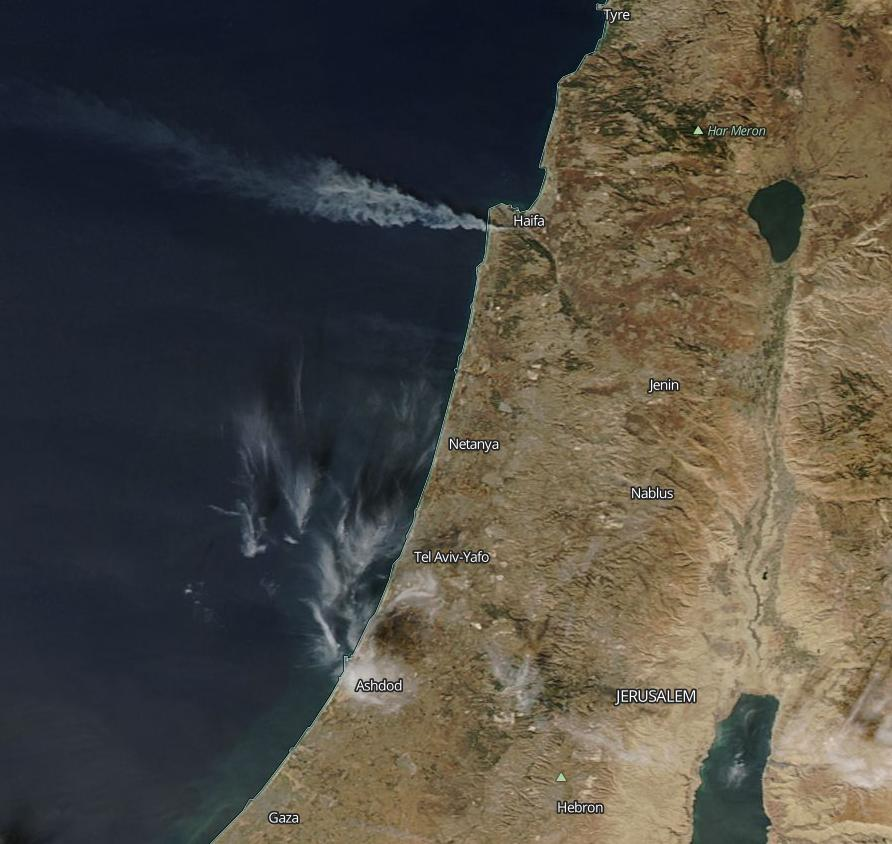
Пожары в Хайфе, вид из космоса. Фотография НАСА.

### 24 ноября
Утром 24 ноября начались пожары в Хайфе, в горах Иерусалима, в центре и на юге страны. Были эвакуированы 13 районов города, горели многие здания. Всего эвакуированы около 85 000 человек, большинство из которых вернулись домой на следующий день. Более 160 000 человек пострадали от загрязнения воздуха дымом. От огня пострадали около 600 зданий. В этот день премьер-министр Нетаньяху попросил правительство США прислать пожарный самолёт Evergreen 747 Supertanker, а правительство России — два других больших самолёта с запасом в 20.000 тонн воды.

### 25 ноября
В ночь на 25 ноября вспыхнул пожар возле Шореша, Бейт-Меира на Иудейских горах. Жители Бейт-Меира были эвакуированы, часть домов сгорела. Премьер-министр Нетаньяху заявил на пресс-конференции, что отправил запрос на 20 пожарных самолётов, которые прибудут в течение суток.
Днём 25 ноября вспыхнул пожар возле поселения Неве-Цуф (Халамиш). Жители поселения были эвакуированы (в основном, в соседнее поселение Атерет. Пожар удалось потушить в течение суток. Сгорело 20 домов.

## Расследование причин возгорания
Относительно части пожаров возникли подозрения в умышленном поджоге на почве терроризма. В связи с этим, генеральный инспектор полиции Рони Альшейх приказал организовать комиссию для расследования каждого пожара на предмет поджога. Были арестованы несколько человек по подозрению в поджоге или в подстрекательстве к поджогу. Министры Биньямин Нетаньяху, Нафтали Беннет и Аелет Шакед определили поджоги как террористические акты.

## Борьба с пожаром и его последствиями
Сотрудникам МЧС Израиля потребовалась дополнительная помощь в тушении пожаров. Сотни солдат командования тыла были мобилизованы для этих целей.
Маген Давид Адом эвакуировал больных из Гериатрического центра Флимана в Хайфе. Медкомплекс «Кармель» подготовил усиленный персонал для ухода за пострадавшими.
Полиция Израиля обеспечивала предотвращение мародёрства в районах, пострадавших от пожара. Следователи полиции и ШАБАК занялись поиском подозреваемых в поджоге и подстрекательстве к поджогу. Работники Электрической компании Израиля точечно отключили электричество в горящих домах в целях безопасности, и возобновили подачу электричества позже.
Министр финансов Израиля Моше Кахлон приказал Налоговой службе Израиля считать хайфский пожар террористическим актом и подготовиться к выплате компенсаций жителям.

## Международная помощь
В связи с большим количеством очагов возгорания, израильское правительство обратилось к правительствам соседних стран с просьбой предоставить помощь, в соответствии с договорами о сотрудничестве между странами. Пожарные самолёты и вертолёты были присланы из Азербайджана, Великобритании, Греции, Кипра, Италии, Украины, России, Турции и Хорватии. Израиль взял в аренду у частной компании Evergreen пожарный самолёт Supertanker за 1,5 миллиона долларов в сутки, самый большой в мире пожарный самолёт, способный работать и в тёмное время суток.
Помощь предоставили следующие страны:
- Азербайджан — самолёт-амфибия «BE-200ÇS».
- Великобритания.
- Греция — 3 самолёта Bombardier 415.
- Египет — 2 пожарных вертолёта[26].
- Иордания — прислали пожарные машины.
- Италия — прислали самолёты.
- Кипр — 2 пожарных вертолёта.
- ПНА — прислала 8 пожарных бригад: 4 в Иерусалим и 4 в Хайфу.
- Россия — 2 самолёта Бе-200[23].
- Турция — один самолёт.
- Украина — 2 самолёта Ан-32П.[27][28]
- Хорватия — 2 пожарных вертолёта.